# Hawkins Island
Hawkins Island è situata nella parte settentrionale del golfo dell'Alaska (USA) a ovest della città di Cordova. L'isola si trova all'interno del parco nazionale Chugach (Chugach National Forest). Amministrativamente appartiene alla Census Area di Valdez-Cordova dell'Unorganized Borough, in Alaska. Nel censimento del 2000 contava 4 abitanti.
L'isola ha una superficie di 176,388 km² e la sua altezza massima è di 360 m.  È situata nella parte est dello stretto di Prince William (Prince William Sound), di cui segna il confine sud-orientale, e si trova tra Hinchinbrook Island e la terraferma, dove si insinua parzialmente nella baia Nelson. L'isola ha una forma allungata ed è quasi tagliata in due da un profondo fiordo, il Canoe Passage. Il tratto di mare a sud-est, tra l'isola e Cordova, si chiama Orca Inlet.

## Storia
Così chiamata dal capitano George Vancouver della Royal Navy, fu visitata da James Johnstone (dell'equipaggio di Vancouver) il 5 giugno 1794. Era stata chiamata Isla de Colpas da Ignacio de Arteaga il 20 luglio del 1779, durante la sua spedizione con Juan Francisco de la Bodega y Quadra.